# اوزاکی یوتاکا
اوزاکی یوتاکا (انگلیسی: Yutaka Ozaki; زاده ۲۹ نوامبر ۱۹۶۵ – درگذشته ۲۵ آوریل ۱۹۹۲) موسیقی‌دان اهل ژاپن بود. وی بین سال‌های ۱۹۸۳ تا ۱۹۹۲ میلادی فعالیت می‌کرد.